# Thelma Kalama
Thelma H. Kalama, född 24 mars 1931 i Honolulu, död 17 maj 1999 i Honolulu, var en amerikansk simmare.
Kalama blev olympisk guldmedaljör på 4 x 100 meter frisim vid sommarspelen 1948 i London.